# Aleiodes venustulus
Aleiodes venustulus är en stekelart som först beskrevs av Kokujev 1905.  Aleiodes venustulus ingår i släktet Aleiodes och familjen bracksteklar. Inga underarter finns listade i Catalogue of Life.